# 国立戒壇
国立戒壇（こくりつかいだん）は、日本が国家の意思として建立する本門の戒壇と言う意味。

## 田中智學における国立戒壇
日蓮仏教系新宗教の在家団体である立正安国会（後の国柱会）の創立者田中智學が、『宗門之維新』（1897年（明治30年）発表、1901年（明治34年）刊行）において最初に使用した用語である。
日蓮の書簡「三大秘法稟承事」に書かれているように、国の意思をもって戒壇を建立するのが日蓮の悲願であり、遺言であるとの主張である。大日本帝国時代の日蓮系教団各派においては、天皇帰依の実現こそ広宣流布実現の近道という当時の一般的な状勢判断と結びついて、広汎な支持を受けた。
歴史的にみても、戒壇の建立は国家的な事業であった。しかし第二次世界大戦の敗戦により、政教分離を規定した新憲法が施行され、天皇が主権者でなくなると、天皇帰依を前提とした国立戒壇論の意義は変化することとなり、日蓮系教団各派において論じられることが減った。

## 日蓮正宗系各派における国立戒壇
一方、大石寺を総本山とし、独自の思想を持つ日蓮正宗（以下「宗門」とする）および当時その信徒団体であった創価学会や妙信講は、戦後も国立戒壇という用語を使用し続けた。1970年（昭和45年）4月15日の衆議院予算委員会において日本共産党の谷口善太郎が「国立戒壇は政教分離を規定する憲法に違反するではないのか」と指摘する。これを受け、宗門および創価学会は、御書の御文になく、もともと他宗で作られた用語を布教のために便宜上使っていたとして、国立戒壇という用語の使用を自宗内で禁止した。関連して、大石寺第66世法主細井日達は下記のように国立戒壇および異流義の戒壇論を否定している。
これに対し、日蓮正宗の信徒団体だった妙信講は、御遺命の戒壇は正本堂ではなく国立戒壇であると主張し続けたため、宗門から解散処分を受けた。妙信講は、1978年（昭和53年）に法人名を「顕正寺顕正新聞社」に、続く1982年（昭和57年）に教団名を「日蓮正宗顕正会」に、また1996年には法人名を『顕正会』、教団名は『冨士大石寺顕正会』（冨はワ冠）にそれぞれ改め、引き続き国立戒壇こそ御遺命であると主張している（冨士大石寺顕正会という名称を名乗っているが、大石寺との法律上の関係はない）。顕正会の故・甚兵衛、昭衛会長父子は、大石寺への復帰を切望したまま亡くなっている。

### 創価学会
創価学会は、第2代会長戸田城聖が就任した直後の1950年代前半には「王仏冥合」「国立戒壇」を目指し、その実現を主張していた。戸田は自ら筆を揮っていた機関誌『大白蓮華』の巻頭言で「化儀の広宣流布とは国立戒壇の建立である」と述べていた。ただし同時に、「未来の日蓮門下に対して国立戒壇（本門の戒壇）の建立を命ぜられたものであろう」とも述べ、戒壇を建立する主体はあくまで日蓮門下であって権力たる日本国政府ではないと明言している。

戸田の後任となる第3代会長池田大作は1960年（昭和35年）の会長就任に当たり、「戸田門下生を代表して、化儀の広宣流布を目指し、一歩前進の指揮を執らせていただきます」と挨拶した。池田は1965年（昭和40年）、500万世帯弘通を達成した創価学会を代表して大石寺に正本堂建立を発願する。この時、日蓮が立正安国論真筆において用いた「クニガマエの中に民衆の民と書いて『囻（クニ）』と読む」文字の解釈を基に、日蓮が意味する国の意味は国家権力ではなく、民衆であるという新たな見解を明らかにした。そして、日蓮仏法を奉じる民衆の代表たる正宗総講頭、および当時その地位にあった創価学会会長の発願で戒壇は建立できると説明した。
しかし、この考え方に日蓮正宗内では妙信講が「国立戒壇はあくまでも国家権力の許しを得たものでなければならない」と反発（後述）。外部からも1970年（昭和45年）の共産党による「国立戒壇論は『国から特権を受け』ることになり憲法20条に違反する思想といわなければならない」という非難を受け、学会・日蓮正宗宗門は守勢に立たされた（前述）。この指摘に対し創価学会では「国立戒壇について」という文書で、次のように回答している。
1. 本門戒壇とは、本尊をまつり、信仰の中心とする場所のことで、これは民衆の中に仏法が広まり、一つの時代の潮流となったとき、信者の総意と供養によって建てられるべきものである。
2. 既に現在、信徒八百万人の参加によって、富士大石寺境内に、正本堂の建設が行われており、昭和四十七年十月十二日には完成の予定である。これが本門戒壇にあたる。
3. 一時、本門戒壇を〝国立戒壇〟と呼称したことがあったが、本意は一で述べた通りである。建立の当事者は信徒であり、宗門の事業として行うのであって、国家権力とは無関係である。

一方で、「国立戒壇の『クニ』は「クニガマエの中に民衆の民と書いて『囻（クニ）』と読む」文字」という見方は引き続き学会教学部内を貫く思想となり、これが1972年（昭和47年）に正本堂が完成した際「御遺命達成。ありがとう」という池田会長名義のメッセージが出される原因になったと見る向きがある。
池田は平成時代に入ると「戦後民主主義体制で主権在民になった以上、民衆の意思が『勅宣・御教書』に代わるものである」「正宗を国教にするとかえって一国化し、大聖人の御精神に反してしまう」と説明。この問題を広義の国立戒壇論で決着することを目指した。

### 冨士大石寺顕正会
冨士大石寺顕正会は、本門戒壇および国立戒壇を次のように主張している。
これらの日蓮並びに大石寺歴代法主の指南に基づき、顕正会は、御遺命の本門戒壇を建立する「時」、「手続」、「場所」につき、次のように主張している。
1. 「時」は、国家が宗教の正邪にめざめ、日蓮大聖人の仏法こそ国家安泰の唯一の大法、衆生成仏の唯一の正法であると認識決裁し、これを尊崇守護すること、具体的には、日本国の国主たる天皇も、大臣も、全国民も、一同に本門戒壇の大御本尊を信じて南無妙法蓮華経と唱え奉り、この大御本尊を守護し奉るためには、有徳王・覚徳比丘の故事に示されているごとく、身命も惜しまぬ大護法心が日本国にみなぎった時とする。
2. 「手続」は、「勅宣並びに御教書を申し下して」との御文に基づき、国家意志の公式表明を建立の必要手続とせよ、とする。なお、顕正会が主張する「国立戒壇」の「国立」たるゆえんは、国家意志の公式表明を戒壇建立の必要手続とするからであり、千鳥ヶ淵戦没者墓苑のような「国が設立し管理する」等の意味ではない。
3. 「場所」は、富士山の天生原（大石寺の東方4キロ、静岡県富士宮市山宮の天母山自然公園付近に位置するとされる勝地）とする。

以上から、本門戒壇とは、「日本一同に南無妙法蓮華経と唱える広宣流布のとき、仏法を守護し奉る旨の国家意志の公式表明を手続として、富士山天生原に建立される国立戒壇である」とする。

なお上述の表現により建立がなされるときは、天皇・皇后・皇太后・太皇太后および皇族を含む日本人ないし日本国民の大多数が顕正会員に入会していることを前提とし、皇室ないしは日本国政府の宣明により着工されなければならないとする。つまり、「非国立」の戒壇を認めないと言うよりは「国家権力立」ないし「皇室立」でなければならない、なおかつ皇室も国家神道を捨てて日蓮正宗に帰依しなければならない、このことこそが顕正会の目指す狭義の国立戒壇論の根幹である。
もし天皇が顕正会に入会したときは、その時点で顕正会会長が広宣流布の完結を宣言する。次いで、実際の建立の前段階として、日本国憲法第20条はもとより明治憲法第28条でも建前上保障されていた信教の自由を廃棄して、顕正会が奉じる日蓮正宗を唯一の国教と定め、国家神道を含む他の宗教を一切禁止する必要がある。この教義のために顕正会は極右・原理主義的とみなされることがあり、2000年代には一時公安調査庁の調査対象となったこともあった。